# 21 грам
21 грам (енгл. 21 Grams) је филмска драма из 2003. који је режирао Алехандро Гонзалес Ињариту. Главне улоге играју: Шон Пен, Наоми Вотс и Бенисио дел Торо.

## Улоге
| Глумац           | Улога        |
| ---------------- | ------------ |
| Шон Пен          | Пол Риверс   |
| Наоми Вотс       | Кристина Пек |
| Бенисио дел Торо | Џек Џордан   |
| Шарлот Гејнсберг | Мери Риверс  |

## Зарада
- Зарада у САД - 16.290.476 $
- Зарада у иностранству - 44.137.363 $
- Зарада у свету - 60.427.839 $